# Liste der türkischen Botschafter in den Philippinen
| Ernennung Akkreditierung | Botschafter         | Bemerkung | Ministerpräsident der Türkei | Präsident der Philippinen | Posten verlassen |
| ------------------------ | ------------------- | --- | ---------------------------- | ------------------------- | ---------------- |
| 1990                     | Erhan Yiğitbaşıoğlu | 1998-2002: Botschafter in Buenos Aires | Yıldırım Akbulut             | Corazon Aquino            |                  |
| 1995                     | Erdinç Erdün        | (* 19. April 1941 in Istanbul) Botschafter in Sudan. | Tansu Çiller                 | Fidel Ramos               | Apr. 1998        |
| Apr. 1998                | Veka İnal           | | Mesut Yılmaz                 | Joseph Estrada            | 2001             |
| 26. Juni 2002            | Tanju Sümer         | (* 1950 in Ankara), 2010-2014: Botschafterin in Bern | Abdullah Gül                 | Gloria Macapagal-Arroyo   | 2007             |
| 2007                     | Adnan Başağa        | (* 1953 in Bayburt) studierte Politikwissenschaft und Internationale Beziehungen an der Universität Ankara, trat 1979 in den auswärtigen Dienst, er war am Generalkonsulat in Hannover beim UN-Hauptquartier in Beirut, Kairo, Bonn und Berlin beschäftigt, von 2010 bis 2011 leitete er die Abteilung europäische Angelegenheiten, seit Dezember 2013 ist er Botschafter in Helsinki. | Recep Tayyip Erdoğan         | Gloria Macapagal-Arroyo   | 2010             |
| 16. Juni 2011            | Hatice Pınar Işık   | | Recep Tayyip Erdoğan         | Benigno Aquino III.       |                  |
| 31. Jan. 2014            | Esra Cankorur       | [ 3 ] | Ahmet Davutoğlu              | Benigno Aquino III.       |                  |